# كاميادوري
كاميادوري (カミヤドリ) هي سلسلة مانغا يابانية كتبها ورسمها كي سانبي. صدرت في مجلة كادوكاوا شوتين «شونن إيس». المانغا مرخصة في أميركا الشمالية من طرف طوكيوبوب، في فرنسا من طرف كوروكاوا، في إسبانيا من طرف بلانيتا ديآغوستيني كوميكس، في إيطاليا من طرف بلاي برس وفي ألمانيا من طرف كارلسن فيرلاغ.
التكملة، كاميادوري نو ناغي (神宿りのナギ)، هي أيضا من كتابة ورسم كي سانبي ومنشورة من طرف كادوكاوا شوتين.

## روابط خارجية
- كاميادوري على موقع ANN manga (الإنجليزية)